# Algolja
Algolja är en biologiskt producerat olja från alger. Denna oljan kan användas till att producera olika drivmedel såsom biodiesel och biobensin m.m. Alger ska under svenska förhållanden kunna ge 20 gånger mer olja per area än vad man får från raps med fördelen att det inte behöver konkurrera om jordbruksmark. Kritiker menar däremot att satsningen på algolja är ett återvändsgränd som distraherar från riktiga lösningar.
Det finska petroleumsföretaget Neste har sedan 2011 gjort satsningar på bränslen producerat från alger.